# Mimoclystia mimetica
Mimoclystia mimetica là một loài bướm đêm trong họ Geometridae.